# Veemarkt (Amsterdam)

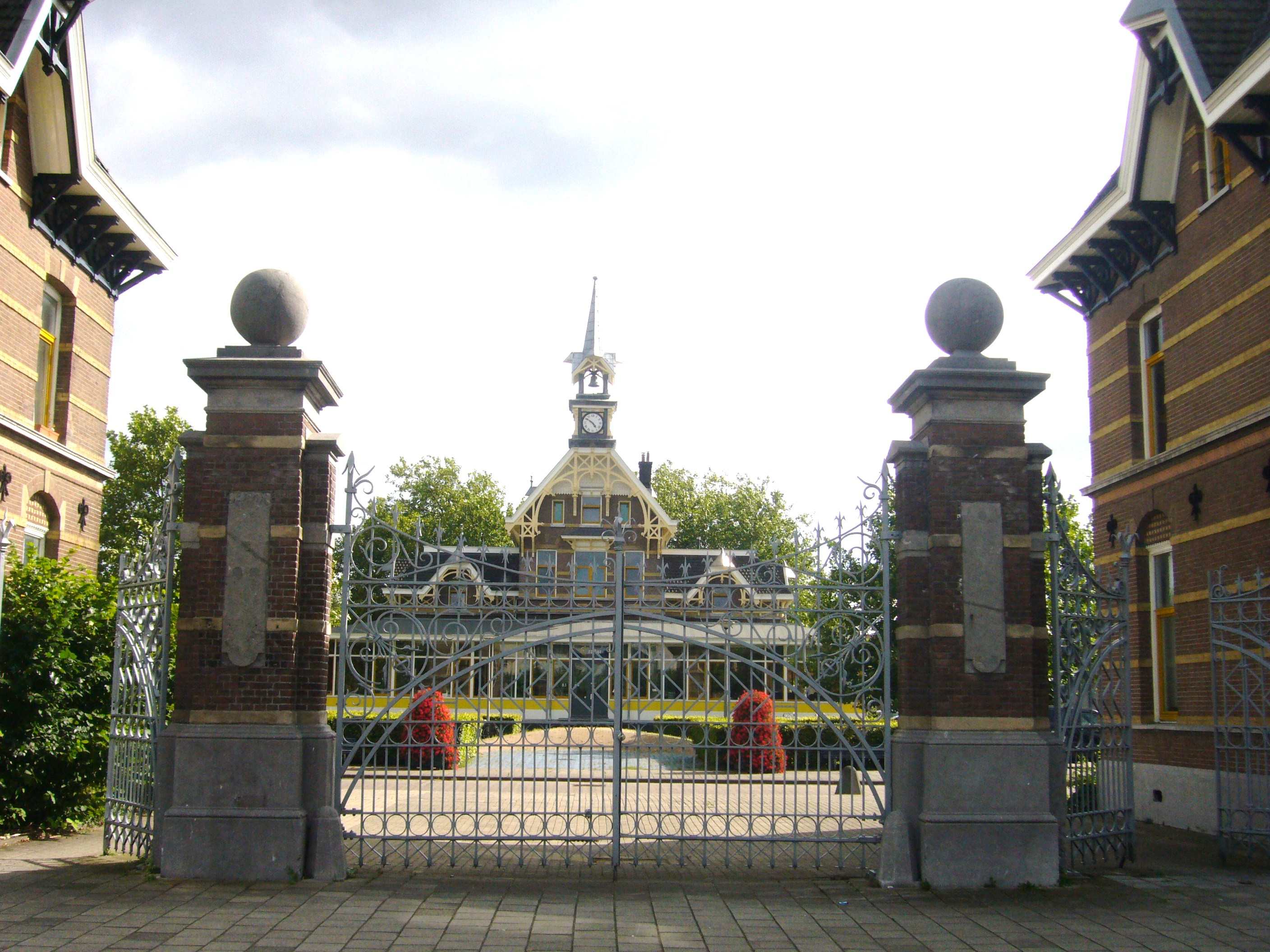
Toegangshek en kantinegebouw

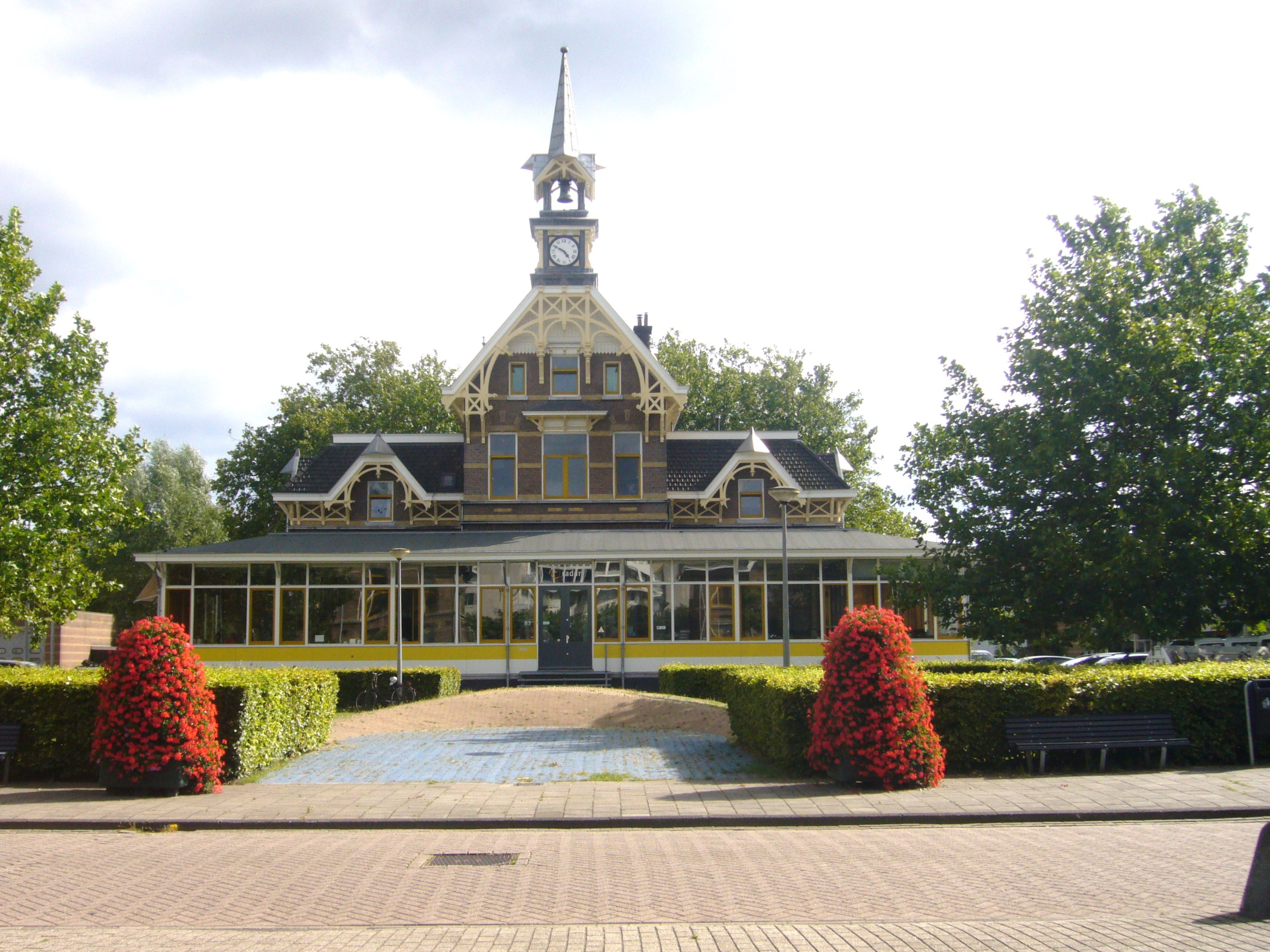
Kantinegebouw

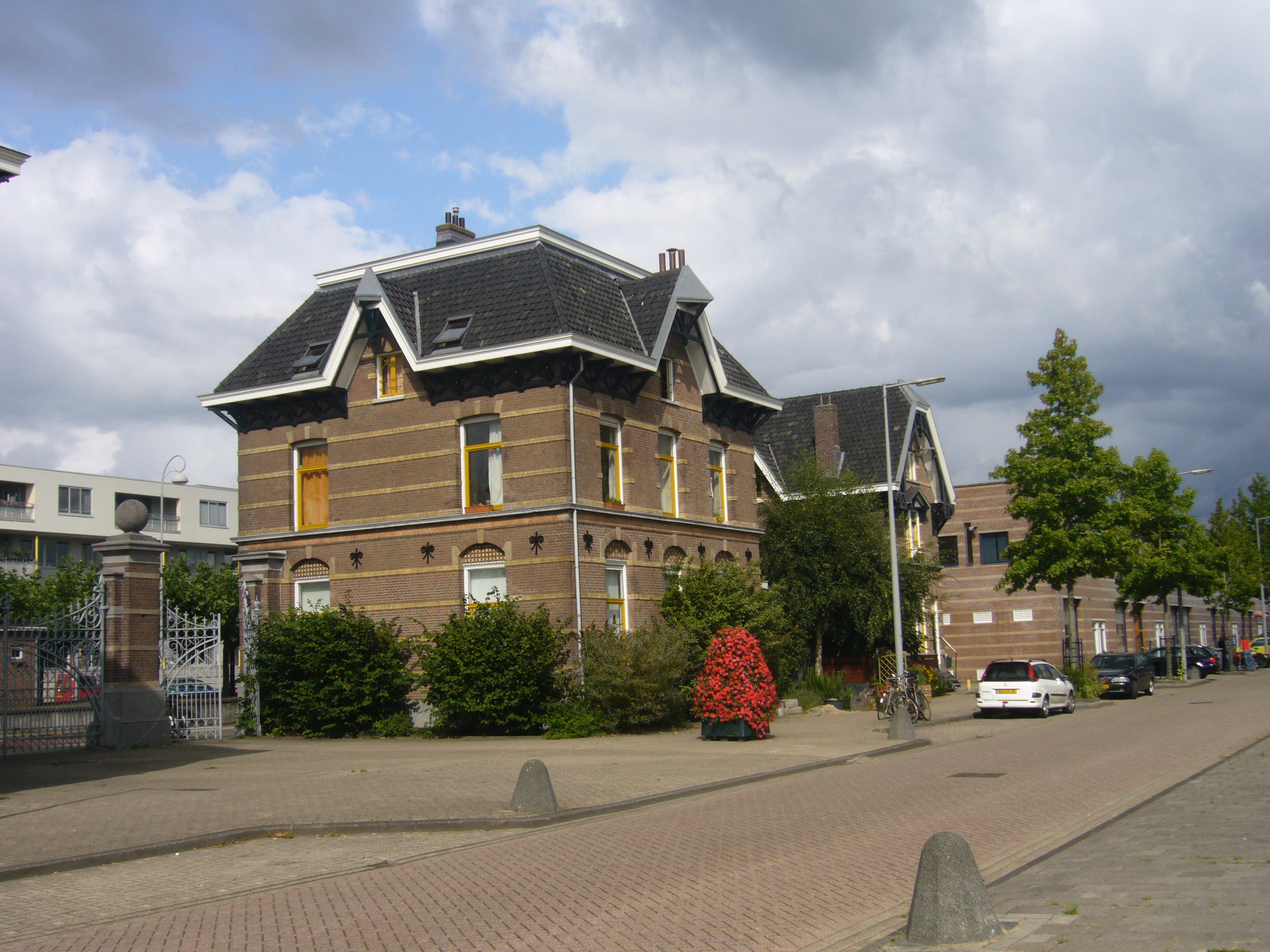
Huis uit 1888, links het toegangshek, rechts modernere bedrijfspanden ook met gele sierbanden.

De voormalige Amsterdamse veemarkt ligt aan de Cruquiusweg bij het Oostelijk Havengebied, in stadsdeel Oost. Op het terrein staan nog het oude kantinegebouw, enkele huizen en grote delen van het omringende hek, incl. het grote toegangshek.

## De oostelijke haven
Tegen het einde van de 19de eeuw is de oude haven van Amsterdam te klein geworden voor de steeds groter wordende schepen; bovendien maken de sporen die naar het Centraal Station (1889) gaan, de havens moeilijk bereikbaar.
Tussen 1874 en 1927 worden in het oostelijk havengebied allerlei kunstmatige eilanden aangelegd zoals het Java-eiland en het KNSM-eiland. Daarop vestigen zich scheepsreders, die lijndiensten onderhouden naar de Nederlandse overzeese gebieden en naar de Verenigde Staten. De haven groeit maar sinds het Noordzeekanaal in 1876 gegraven is, ligt de oostelijke haven eigenlijk aan de verkeerde kant. Toch zet de groei door tot de Tweede Wereldoorlog. Daarna wordt bij Amsterdam-West een haven aangelegd voor container vervoer. Troepenschepen vertrekken nog vanuit de oostelijke haven om naar de politionele acties te gaan, en emigranten vertrekken vanhier naar de Verenigde Staten.
Als in 1970 ook de KNSM ophoudt met de passagiersschepen, is er in het oostelijke havengebied nog maar weinig bedrijvigheid. Het gebied raakt steeds meer in verval. Vanaf eind jaren '80 krijgt de buurt een woonbestemming.

## De veemarkt

### 19de eeuw
Een van de andere kunstmatige eilanden is het Cruquiuseiland. Hierop komen in 1887 o.a. de veemarkt en het abattoir. Om het veemarktterrein komen stallen voor koeien en kalveren, paarden, schapen en varkens. Later komt het gemeentelijk douane-entrepot vlak naast de veemarkt. Langs de Cruquiusweg komen in de 19de eeuw ook zeven entrepotpakhuizen met de namen van de weekdagen.
Op de veemarkt wordt in 1887 een kantinegebouw neergezet door de architecten A.C. Boerma en E. Damen uit Someren. Ook komen er tegen de buitenrand van het complex enkele woningen. Zij zijn van baksteen en hebben gele sierbanden.

### 20ste eeuw
In 1919 wordt het abattoir uitgebreid. 
Veemarkt en abattoir sloten in 1974. Het abattoir verhuisde naar het terrein van de markthallen in West. Het oude veemarktterrein werd een bedrijventerrein.
In de jaren zeventig wordt het terrein gebruikt als dependance voor bussen van Centraal Nederland uit garage Van Musschenbroekstraat waar onvoldoende stallings capaciteit aanwezig was.
In 1987 wordt begonnen met de bouw op het terrein van de voormalige veemarkt. Architect Hans Bosch zet er enkele gebouwen neer voor kleine bedrijven. In deze periode worden de entrepotpakhuizen aan de Cruquiusweg verbouwd tot premie-koopwoningen.

### 21ste eeuw
Het 'kantinegebouw' staat er nog, evenals enkele huizen uit het einde van de 19de eeuw. Verder is het een bedrijventerrein geworden, waar PostNL zit en enkele adviesbureaus, cateraars, makelaars, groothandels etc.